# 허룽 스포츠 센터 스타디움
허룽 스포츠 센터 스타디움(중국어 간체자: 贺龙体育场, 정체자: 賀龍體育場, 병음: Hèlóng Tǐyùchǎng)은 중화인민공화국 후난성 창사에 위치한 경기장이다. 경기장 이름은 후난 성 출신의 공산주의 지도자인 허룽에서 유래된 이름이다. 이 경기장은 1987년 11월에 설립되었으며 수용 인원은 55,000명이다.